# Benny Lennartsson
Kurt Ernst Benny Lennartsson, född 14 december 1942 i Örebro, är en svensk fotbollstränare och tidigare fotbollsspelare och bandyspelare.
Som spelare representerade Lennartsson Örebro SK. Han var även utlandsproffs i engelska Fulham FC och schweiziska FC Monthey.
Lennartsson startade sin tränarkarriär i just FC Monthey 1969. Efter det tog han över sin moderklubb Örebro SK mellan åren 1976 och 1978. Senare tränade han bland annat norska Viking FK, engelska Bristol City och det svenska U-21 landslaget. 1990 blev Lennartsson erbjuden jobbet som förbundskapten för Sveriges herrlandslag, men tackade nej.
Den 7 augusti 2009 blev Lennartsson klar som tillfällig assisterande tränare i Gais under resterande delar av säsongen. Han var en bidragande faktor till att Gais klarade det allsvenska kontraktet till 2010.
Under fotbolls-VM 2010 var Lennartsson assisterande tränare åt Sven-Göran Eriksson i Elfenbenskustens landslag, vilket blev hans sista tränaruppdrag.